# Hans Buzek
Johann „Hans“ Buzek (* 22. května 1938) je bývalý rakouský fotbalový útočník.

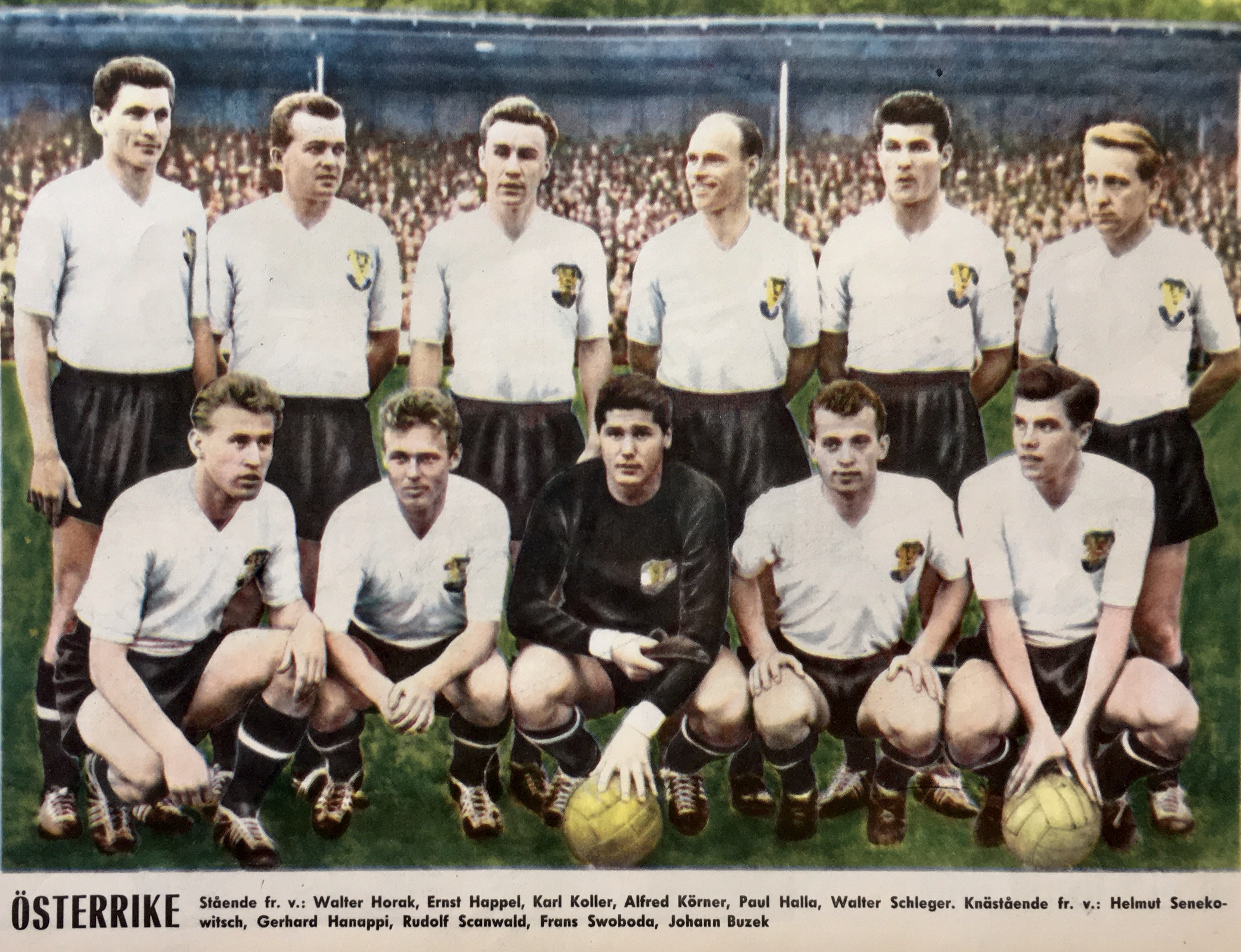
Rakouská fotbalová reprezentace v roce 1958 – zleva doprava, stojící: Walter Horak, Ernst Happel, Karl Koller, Alfred Körner, Paul Halla, Walter Schleger; v podřepu: Helmut Senekowitsch, Gerhard Hanappi, Rudolf Szanwald, Franz Swoboda a Hans Buzek.

## Klubová kariéra
Svou kariéru začal ve First Vienna. Hrál také za další kluby z hlavního města, jako Austrii Vídeň, Wiener Sport-Club a Rapid Vídeň. V sezóně 1969/70 hrál za Dornbirn. Kariéru ukončil v Austrii Klagenfurt.
Po skončení fotbalové kariéry se stal zlatníkem v Badenu.

## Reprezentační kariéra
Za rakouskou reprezentaci debutoval v říjnu 1955 v zápase proti Jugoslávii a celkem za ni odehrál 42 zápasů, v nichž vstřelil 9 gólů. Také se zúčastnil Mistrovství světa ve fotbale 1958. 